# Arbetarepartiet
För andra betydelser, se Arbetarpartiet.
Arbetarepartiet var en gemensam politisk beteckning och valtekniskt samarbete som Sveriges socialdemokratiska arbetareparti och Sveriges kommunistiska parti (nuvarande Vänsterpartiet) skapade inför riksdagsvalet 1928.
Samarbetet var inte framgångsrikt på grund av högerns kampanj med dramatisk argumentation och drastiska framställningar av hotet från Sovjetunionen: En var som röstar på "Arbetarepartiet" röstar för Moskva. Efter riksdagsvalet kunde högern bilda regering. Historiskt har valet kommit att kallas "kosackvalet".
Trots att samarbetet inte fortsatte, levde beteckningen Arbetarepartiet kvar: socialdemokraterna använder den av tradition fortfarande på sina valsedlar, som alltid har partibeteckningen "Arbetarepartiet – Socialdemokraterna" och Sveriges kommunistiska parti använde på samma sätt länge beteckningen "Arbetarepartiet – Kommunisterna" på sina valsedlar, något som det partiet emellertid ersatte med sitt egentliga partinamn när det 1967 bytte namn till Vänsterpartiet kommunisterna.